# سرمقاله
‍
سرمقاله عبارت است از بیان دیدگاه هیئت تحریریه یک روزنامه یا نشریه. این هنر با هنرهای دیگرِ روزنامه‌نگاری تفاوت دارد و بیانگر خط مشی گردانندگان روزنامه است و به‌همین دلیل در بیشتر اوقات، اسم و امضای نویسنده‌ای، پای آن نیست، بلکه امضای کلیه هیئت تحریریه را در پای خود دارد.
سرمقاله اهمیت فراوانی در شناساندن مشی سیاسی نشریه به مخاطب دارد؛ مسئله‌ای که برای بسیاری از خوانندگان مهم است.
در اکثر روزنامه‌ها، بسیاری از سرمقاله‌ها به قلم سردبیر روزنامه به رشته تحریر درمی‌آید؛ اما گاهی هم این مسؤولیت به دبیر تحریریه یا یکی از کارکنانی که با اصول و فنون روزنامه‌نگاری و خط‌مشی و سیاست روزنامه آشنایی کامل دارد، سپرده می‌شود و در مواقع حساس و هنگام وقوع رویدادهای مهم، سرمقاله اهمیتی دوچندان می‌یابد.

## تعریف سرمقاله
سرمقاله را می‌توان به شیوه‌های زیر تعریف کرد:
1. یکی از هنرهای روزنامه‌نگاری است که براساس سیاست و خط‌مشی کلیِ روزنامه، به تجزیه و تحلیل و تشریح مسائل مختلف می‌پردازد.
2. دیدگاه یک نشریه خاص دربارهٔ یک مسئله مهم است که توسط سردبیر یا یکی از اعضای هیئت تحریریه - که مشهور است - و آشنا با مسئله مورد نظر، در نقطه تقریباً ثابتی از صفحه نخست نشریه، نوشته می‌شود و از آنجایی که زبان حال کلی نشریه است، نام نویسنده در بالا یا پایین آن قید نمی‌شود.

کار سرمقاله براساس سرشت و ویژگی‌های جامعه‌ای که روزنامه در آن جا منتشر می‌شود، متفاوت است. برای مثال در جوامع لیبرال دموکرات، سرمقاله بیانگر دیدگاه دست‌اندرکاران روزنامه است که می‌تواند یک فرد، یک جمع یا یک حزب خاص باشد. اما در کشورهای سوسیالیستی و جوامع در حال توسعه، چون روزنامه‌ها دولتی هستند، سرمقاله‌ها بیانگر دیدگاه حکومت یا حزب حاکم بر جامعه است. در اینجا سرمقاله نقش پروپاگاندا و تبلیغات را برای حکومت بازی می‌کند. چنین سرمقاله‌هایی را خود سردبیر یا یکی از نویسندگان قابل‌اعتماد او می‌نویسد.

## اهداف سرمقاله
«توماس برگ» بر این باور است که سرمقاله، اهداف زیر را دنبال می‌کند:
1. مشخص‌کردن دیدگاه روزنامه نسبت به مسئله‌ای که در نظر مردم جامعه مهم است.
2. تجزیه و تحلیل اخبار و رویدادها به‌همراه موضع‌گیری خاص خود نسبت به آنها.
3. آماده‌کردن مخاطب برای موضع‌گیری در برابر موضوعی که در آینده اتفاق خواهد افتاد.

## ویژگی‌های سرمقاله
سرمقاله ویژگی‌های خاصی دارد که آن را از سایر هنرهای روزنامه‌نگاری جدا می‌کند. برخی از این ویژگی‌ها عبارتند از:
1. سرمقاله، تحلیل و تشریح یکی از مسائل مهم روز در چارچوب خط‌مشی روزنامه است.
2. در بسیاری از موارد، سرمقاله در ستون ثابتی از صفحه نخست روزنامه نوشته می‌شود تا بیشتر جلب توجه کند.
3. نویسنده سرمقاله، معمولاً موضوعاتی را برمی‌گزیند که دغدغه افکار عمومی جامعه است و به‌اصطلاح از مسائل داغ روز است.
4. سرمقاله در برخی از روزنامه‌ها با همان عنوان ثابت «سرمقاله» نوشته می‌شود، اما در برخی دیگر، براساس نوع موضوع، عنوان‌های متفاوتی را به خود می‌گیرد.

## ویژگی‌های نویسندهٔ سرمقاله
1. نویسنده سرمقاله باید به ریزه‌کاری‌های هنر روزنامه‌نگاری تسلط داشته و علاقه‌مند به پیگیری روزانه مسائل محیط اجتماعی خود باشد.
2. قدرت تجزیه و تحلیل داشته باشد، طوری که بتواند رویدادها را تفسیر کند، گذشته را به آینده پیوند دهد و اوضاع آینده را در ارتباط با موضوعی خاص پیش‌بینی کند.
3. از ذهنی مترقی و اندیشه‌ای روشنفکرانه برخوردار بوده و در زمینه‌های گوناگون، مطالعه داشته باشد، تا نظریه‌های محکم، شایسته و درستی را ارائه کند.
4. باید از قابلیت‌های منتقدانه برخوردار باشد و برای چاره‌جویی مشکلات جامعه، توانایی ارائه نقدهای اساسی را داشته باشد.
5. نویسنده سرمقاله باید همواره این مسئله را مد نظر داشته باشد که او در حقیقت، دیدگاه روزنامه یا نشریه‌ای را که در آن قلم می‌زند، بیان می‌کند، نه دیدگاه خود را.
6. نویسنده سرمقاله باید هدف خود را به روشنی در سرمقاله‌اش بیان کند.
7. در بیان همه مسائل اعم از فرهنگی، اجتماعی، اقتصادی و سیاسی، شجاعت داشته باشد.
8. قدرت آن را داشته باشد که خوانندگان سرمقاله را به‌طور کامل و روشن از موضوع آگاه کند.
9. نویسنده سرمقاله نمی‌تواند از چارچوب سیاست کلی روزنامه تخطی کند، درحالی‌که نویسندگان مقالات و ستون‌ها می‌توانند کمابیش پا از این چارچوب فراتر بگذارند.
10. بهتر است سرمقاله‌نویس، بیش از آن که توانایی نوشتن مقاله‌های رسانه‌ای را داشته باشد، از قدرت نگارش مقاله‌های اقناع‌کننده برخوردار باشد.

## انواع سرمقاله

### سرمقاله تحلیلی
مقاله‌ای است که به تشریح مسئله یا رویداد می‌پردازد و ابعاد مختلف آن را روشن می‌کند. در این مقاله‌ها بهتر است از مقدمه‌چینی و حاشیه‌روی خودداری کرده و به تجزیه و تحلیل متن مسئله پرداخته شود.

### سرمقاله تحمیلی
مقاله‌ای است که پیشاپیش دیدگاه خود را بیان می‌کند و می‌کوشد این دیدگاه تنگ‌نظرانه و یک‌جانبه را بر خوانندگان خود تحمیل کند و دیدگاه‌های مخالف را محکوم نماید.

### سرمقاله پیش‌بینی
مقاله‌ای است که نویسنده آن با توجه به تحلیل یک رویداد مشخص و درنظرگرفتن کلیه عوامل دخیل در مسئله مزبور، به پیش‌بینی سرانجامِ آن می‌پردازد و عقیده خود را در این مورد برای خوانندگانش تشریح می‌کند.

## بخش‌های سرمقاله
سرمقاله؛ مقاله اصلی روزنامه است که اصولاً در صفحه اول و گاهی در صفحات داخلی مطبوعات منتشر می‌شود و آن مقاله‌ای است که به مهم‌ترین رویداد و خبری می‌پردازد که نزد اکثر مخاطبان نیز اهمیت زیادی دارد.
این مقاله برعکس خبر - که به سبک هرم وارونه نوشته می‌شود - به شیوه هرم ساده به تحریر در می‌آید و درابتدا موضوع و مسئله‌ای که نزد همه مشخص و همه فهم است، مطر ح می‌شود و به تدریج درپایان، مهم‌ترین موضوع گفته می‌شود.
براساس اصل فوق، هر سرمقاله دارای سه بخش به شرح زیر خواهد بود:

### مقدمه
درمقدمه، پیشنهاد یا ایده‌ای به صورت کوتاه مطرح خواهد شد یا این که رویدادی که نزد خواننده با اهمیت بوده (وهست) توصیف می‌شود. دراین بخش، مخاطب را با موضوع آشنا می‌سازیم و ذهنیت وی را برای خواندن مطلب آماده می‌کنیم.
از دیگر اهدافی که این بخش از سرمقاله دنبال می‌کند؛ یادآوری رویدادهای بااهمیت به مخاطب است، با نوشتن یک مقدمه خوب، قطعاً خواننده به طرف مطلب تمایل پیدا خواهد کرد.

### محتوا
این بخش از سرمقاله شامل، آوردن اسناد و بهانه‌هایی برای تقویت فکر و ایده اصلی مطلب، دادن اطلاعات، آمار و حقایقی در رابطه با موضوع، دادن سابقه تاریخی و بررسی جنبه‌های مختلف سوژه است.

### پایان
این قسمت؛ خلاصه‌ای از ایده مطرح در سرمقاله و دیدگاه نشریه، دعوت خواننده برای پیدا کردن راه حل و ترغیب و تشویق مخاطب را درمی‌گیرد.